# 1717 год в музыке

## События
- 26 марта — в городе Гота в часовне замка Фридрихштайн состоялась премьера вокально-драматического произведения Иоганна Себастьяна Баха Weimarer Passion, BWV deest (BC D 1).
- 13 июля — Доменико Циполи прибыл в Буэнос-Айрес с 52 другими миссионерами-иезуитами.
- 17 июля — на Темзе прошла премьера трёх оркестровых сюит Георга Фридриха Генделя «Музыка на воде» (англ. Water Music, HWV 348, 349, 350).
- Иоганн Себастьян Бах назначен капельмейстером при дворе ангальт-кётенского князя Леопольда.
- Знаменитый оперный певец-кастрат Гаэтано Беренштадт (итал. Gaetano Berenstadt) посетил Лондон, где сыграл ведущую роль в опере Генделя «Ринальдо», впервые поставленной в новой редакции.

## Классическая музыка
- Франсуа Куперен — «Пьесы для клавесина», книга 2.
- Георг Фридрих Гендель — «Музыка на воде».
- Джон Уивер (англ. John Weaver) — балет «Любовь Марса и Венеры» (англ. The Loves of Mars and Venus).

## Опера
- Антонио Мария Бонончини — «Завоевание золотого руна» (итал. La conquista del vello d'oro).
- Антонио Вивальди —
  - «Целомудренная Пенелопа» (итал. Penelope la casta)
  - «Коронация Дария» (итал. L'incoronazione di Daria).

## Родились
- 9 апреля — Георг Маттиас Монн, также известный как Георг Манн (нем. Georg Matthias Monn), австрийский композитор, органист и педагог (умер 3 октября 1750).
- 19 июня (вероятно) — Ян Вацлав Антонин Стамиц — чешский композитор и скрипач, отец Карла Стамица и Антона Стамица (умер 27 марта 1757).
- 27 июня — Джакомо Дураццо (итал. Giacomo Durazzo), итало-албанский дипломат, брат известного генуэзского дожа Марчелло Дураццо, директор императорских театров в Вене (умер в 1794).
- Дата неизвестна —
  - Леопольд Август Абель, немецкий скрипач, композитор и капельмейстер, сын Христиана Фердинанда Абеля, брат Карла Фридриха Абеля (умер 25 августа 1794).
  - Уильям Уильямс Пэнтиселин (англ. William Williams Pantycelyn), валлийский поэт и писатель, автор религиозных гимнов (умер 11 января 1791).
  - Энн Стил[англ.] — английский эссеист и автор баптистских гимнов (умерла в 1778)

Вероятно — Marimutthu Pillai, композитор индийской музыки Карнатик, один из так называемой Тамильской троицы музыки карнатик (умер 1787).

## Скончались
- 11 февраля — Иоганн Якоб Вальтер (нем. Johann Jacob Walther), немецкий композитор, капельмейстер саксонского курфюрста Иоганна Георга II (родился в 1650).
- 3 апреля — Христиан Фридрих Витт (нем. Christian Friedrich Witt), немецкий композитор, музыкальный редактор и педагог (родился в 1660).
- 26 ноября — Дэниела Пёрселл (англ. Daniel Purcell), английский композитор, брат композитора Генри Пёрселла (родился в 1664).
- Дата неизвестна — Гоффредо Каппа (итал. Goffredo Cappa), итальянский мастер, известный своими скрипками и виолончелями (родился в 1644).

Вероятно — Франциско Гуэра (исп. Francisco Guerau), испанский композитор (родился в 1649).